# Пхонсай

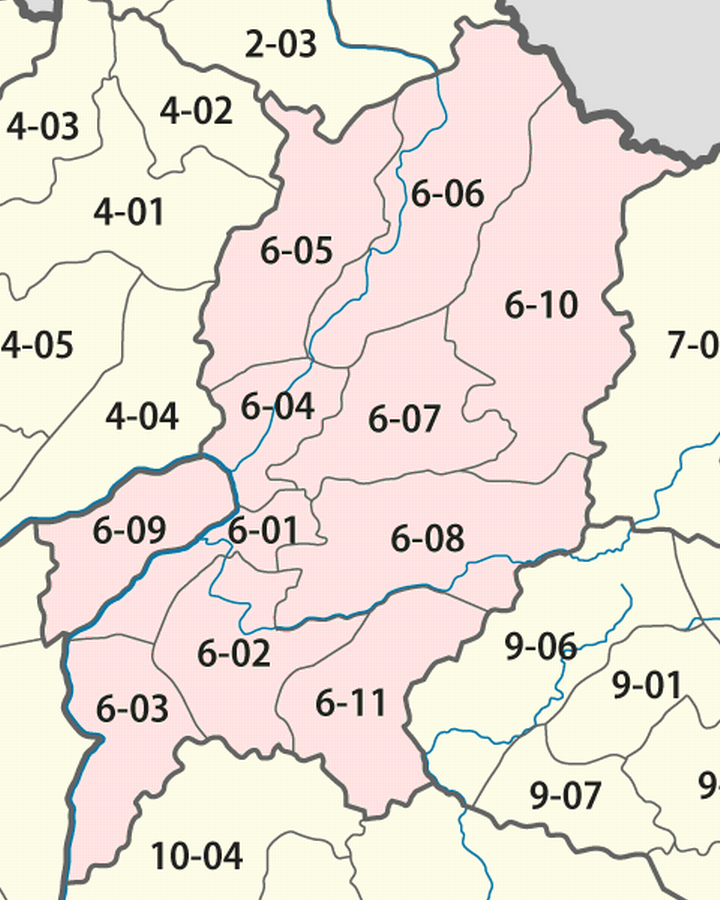
Число 6-01

Пхонсай — один з районів (лаос. ເມືອງ муанг) провінції Луанг-Прабанг, Лаос.